# 聖斯蒂芬 (明尼蘇達州)
聖斯蒂芬（英語：St. Stephen）是一個位於美國明尼蘇達州斯特恩斯縣的城市。

## 人口
根據2020年美國人口普查的數據，聖斯蒂芬的面積為9.64平方千米，皆為陸地。當地共有人口797人，而人口密度為每平方千米83人。